# 富豪博物館
富豪博物館（瑞典語：Obelisken i Stockholm）是一座位於瑞典哥德堡希辛延島的一座博物館，其博物館以瑞典汽車製造商富豪集團與富豪汽車的發展歷程為主題，從第一款富豪ÖV 4到現在的轎車、卡車、公共汽車等展物。博物館還展示了沃尔沃航空公司和沃尔沃發動機等許多其他展品，包括公司的共同創始人阿瑟·格布爾森和古斯塔夫·拉森G的聯合辦公桌。

## 歷史
富豪博物館於1995年由富豪集團和富豪汽車共同經營，並自啟用持續進行擴建，目前佔地約8,000平方公尺。展出了大約一百輛車輛。博物館按照公司的創業時間軸順序展覽，自20世紀20年代的富豪成立展開始。展示了富豪的首款汽車模型，包括1927年的富豪ÖV4、1929年的富豪PV4，以及1928年的一輛公共汽車和一輛卡車。同一區域還設有一個展示當代富豪的展覽。遊客可通過自動扶梯前往樓上，追溯企業從1930年代到1990年代的發展歷程。二樓還設有一個用於不同主題的特展區域。
博物館還展示競賽車和原型車的展覽。原型車中包括1950年代，搭載V8发动机的富豪菲利普，以及富豪VCC。展出的車輛中還包括貢納爾·恩格洛的工作車輛沃爾沃P1800。
館舍一樓則展示沃尔沃發動機的歷史，包括船用和工業用發動機。也展示了沃爾沃卡車、沃爾沃巴士和沃爾沃建築設備。由於展覽內容為動態更新，當前展出的物品可能會有所變化。

## 圖片

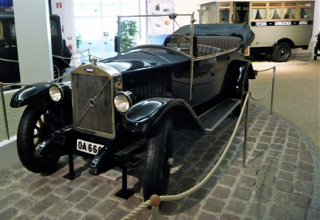
富豪 ÖV4
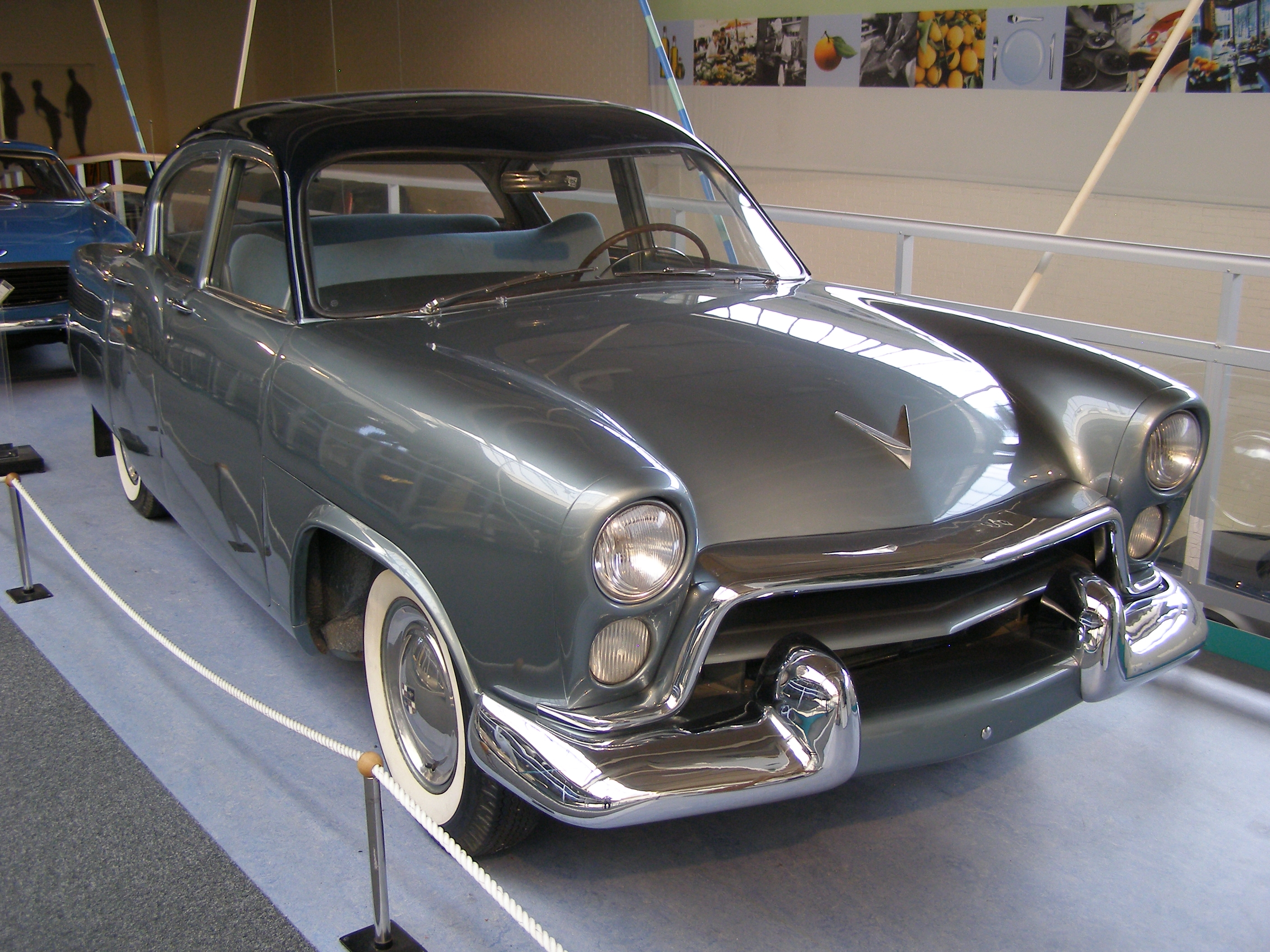
沃尔沃發動機（英语：Volvo_Penta）
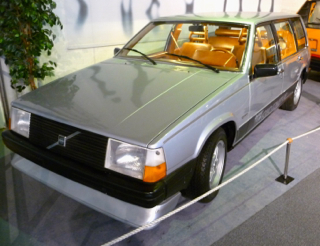
富豪VCC（英语：Volvo VCC）
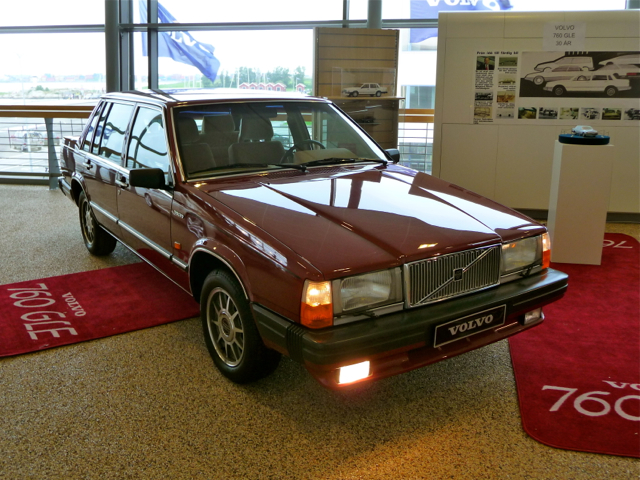
富豪760
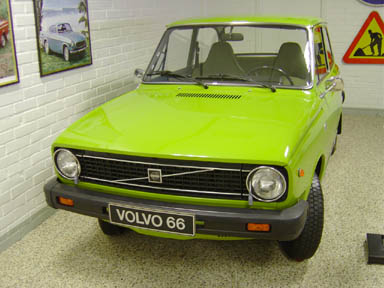
富豪66（英语：Volvo 66）
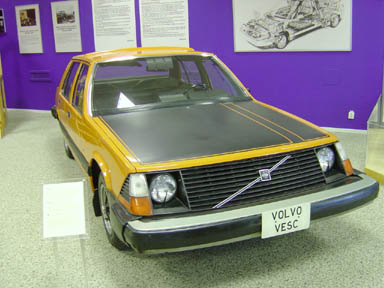
富豪VESC（英语：Volvo VESC）
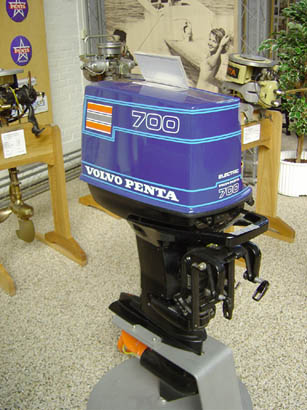
富豪Penta（英语：Volvo Penta）

## 外部連結
- Volvo Museum （页面存档备份，存于）
- Volvo group site （页面存档备份，存于）
- Volvo Museum Review, TravelDriveRace.com （页面存档备份，存于）
- 富豪博物館的Facebook專頁
- 富豪博物館的Instagram帳戶